# Grupo Escolar Conde do Parnaíba
O Grupo Escolar Conde do Parnaíba ou Escola Estadual Conde Parnaíba é uma escola em Jundiaí, criada em 1906. É considerada parte do patrimônio histórico e cultural da cidade paulista e foi tombada pelo CONDEPHAAT em 2010, inscrita no número 377 do Livro do Tombo Histórico, nas páginas 103 a 110.
O edifício foi projetado por Mauro Álvaro e conta com dois pavimentos, em que se distribuem 12 salas. Adereços, beiras e frontões remetem ao estilo neobarroco. A construção é considerada de técnica simples, diferenciando-se do estilo clássico acadêmico. O local da construção é um terreno doado por Boaventura Mendes Pereira, a quem se imaginou homenagear com o nome do edifício, mas que declinou e indicou o Conde do Parnaíba.
Integra as 126 escolas públicas construídas em São Paulo entre 1890 e 1930, com o objetivo de ampliar o acesso à educação na República Velha.